# Nicolás Fernández de Moratín
Nicolás Fernández de Moratín (1737–1780) byl španělský klasicistní básník a dramatik.

## Biografie
Pocházel ze šlechtické rodiny, studoval francouzskou a italskou klasicistní literaturu a podporoval rozvoj španělské literatury v duchu jejich nejnovějších tradic. Stal se profesorem poetiky, mimo teoretickou práci a studium se věnoval také praktické literární činnosti, převážně na poli dramatu. Jeho veršovaná dramata v duchu Molièra, Racina a Corneilla Módní žena (satirická komedie, La Pentimera, 1762), Lukrécie (antická tragédie, Lucrecia, 1763), Hormesinda (tragédie, 1770), Guzman el Bueno. Psal také samostatné básně, většinou delší skladby lyrické, epické a didaktické. Jeho syn Leandro Fernandez de Moratín byl také velmi významným dramatikem.